# Saint-Sylvestre (Ardèche)
Saint-Sylvestre település Franciaországban, Ardèche megyében. Lakosainak száma 511 fő (2022. január 1.). Saint-Sylvestre Champis, Colombier-le-Jeune, Gilhoc-sur-Ormèze, Plats és Saint-Romain-de-Lerps községekkel határos.

## Népesség
A település népessége az elmúlt években az alábbi módon változott:
| Lakosok száma | 475  | 363  | 334  | 447  | 497  | 506  | 508  | 508  | 509  | 511  |
|               | 1968 | 1982 | 1990 | 2006 | 2013 | 2015 | 2017 | 2019 | 2020 | 2022 |